# 吳士連
吳士連（越南语：／，15世紀—？），越南後黎朝前期的官員、史家。
吳士連是彰德縣祝里村（今河內市彰美縣祝山市镇）人，生卒年月無從查考。據《大越歷朝登科錄》記載，他活了九十八歲，曾參加過藍山起義，在黎太宗時代(1433一1442年)的壬戌大寶三年中進士。
公元1459年，後黎仁宗被黎宜民所弒，吳士連對黎宜民加以擁護，獲升為都御史。後黎聖宗取得帝位後，吳士連被貶。在此期間，吳士連博覽群書。到公元1471年（洪德二年），獲重新起用，擔任禮部右侍郎、朝列大夫、國子監司業、史官等官職。公元1479年（洪德十年），奉後黎聖宗之命，編修《大越史記全書》。